# The Essential Leonard Cohen
The Essential Leonard Cohen je kompilační album kanadského hudebníka Leonarda Cohena, vydané v říjnu 2002 hudebním vydavatelstvím Columbia Records. Všechny na albu zahrnuté písně prošly digitálním remasteringem, který provedli Leonard Cohen a Bob Ludwig. Původní vydání obsahovalo dva disky, na reedici z roku 2008 byl zahrnut ještě třetí disk obsahující sedm dalších skladeb.

## Seznam skladeb
| Disk 1 | Disk 1                            | Disk 1                               | Disk 1 |
| Pořadí | Název                             | Původní album                        | Délka  |
| ------ | --------------------------------- | ------------------------------------ | ------ |
| 1.     | Suzanne                           | Songs of Leonard Cohen (1968)        | 3:48   |
| 2.     | The Stranger Song                 | Songs of Leonard Cohen (1968)        | 5:00   |
| 3.     | Sisters of Mercy                  | Songs of Leonard Cohen (1968)        | 3:34   |
| 4.     | Hey, That's No Way to Say Goodbye | Songs of Leonard Cohen (1968)        | 2:54   |
| 5.     | So Long, Marianne                 | Songs of Leonard Cohen (1968)        | 5:39   |
| 6.     | Bird on the Wire                  | Songs from a Room (1969)             | 3:25   |
| 7.     | The Partisan                      | Songs from a Room (1969)             | 3:25   |
| 8.     | Famous Blue Raincoat              | Songs of Love and Hate (1971)        | 5:09   |
| 9.     | Chelsea Hotel #2                  | New Skin for the Old Ceremony (1974) | 3:06   |
| 10.    | Take This Longing                 | New Skin for the Old Ceremony (1974) | 4:06   |
| 11.    | Who by Fire                       | New Skin for the Old Ceremony (1974) | 2:34   |
| 12.    | The Guests                        | Recent Songs (1979)                  | 6:40   |
| 13.    | Hallelujah                        | Various Positions (1984)             | 4:38   |
| 14.    | If It Be Your Will                | Various Positions (1984)             | 3:42   |
| 15.    | Night Comes On                    | Various Positions (1984)             | 4:40   |
| 16.    | I'm Your Man                      | I'm Your Man (1988)                  | 4:25   |
| 17.    | Everybody Knows                   | I'm Your Man (1988)                  | 5:37   |
| 18.    | Tower of Song                     | I'm Your Man (1988)                  | 5:37   |

| Disk 2 | Disk 2                                           | Disk 2               | Disk 2 |
| Pořadí | Název                                            | Původní album        | Délka  |
| ------ | ------------------------------------------------ | -------------------- | ------ |
| 19.    | Ain't No Cure for Love                           | I'm Your Man (1988)  | 4:49   |
| 20.    | Take This Waltz                                  | I'm Your Man (1988)  | 5:58   |
| 21.    | First We Take Manhattan                          | I'm Your Man (1988)  | 5:50   |
| 22.    | Dance Me to the End of Love (koncertní nahrávka) | Cohen Live (1994)    | 6:04   |
| 23.    | The Future                                       | The Future (1992)    | 6:40   |
| 24.    | Democracy                                        | The Future (1992)    | 7:03   |
| 25.    | Waiting for the Miracle                          | The Future (1992)    | 7:42   |
| 26.    | Closing Time                                     | The Future (1992)    | 5:57   |
| 27.    | Anthem                                           | The Future (1992)    | 5:59   |
| 28.    | In My Secret Life                                | Ten New Songs (2001) | 4:53   |
| 29.    | Alexandra Leaving                                | Ten New Songs (2001) | 5:22   |
| 30.    | A Thousand Kisses Deep                           | Ten New Songs (2001) | 6:26   |
| 31.    | Love Itself                                      | Ten New Songs (2001) | 5:21   |

| Disk 3 (pouze na pozdějších vydáních) | Disk 3 (pouze na pozdějších vydáních) | Disk 3 (pouze na pozdějších vydáních) | Disk 3 (pouze na pozdějších vydáních) |
| Pořadí                                | Název                                 | Původní album                         | Délka                                 |
| ------------------------------------- | ------------------------------------- | ------------------------------------- | ------------------------------------- |
| 32.                                   | Seems So Long Ago, Nancy              | Songs from a Room (1969)              | 5:38                                  |
| 33.                                   | Love Calls You by Your Name           | Songs of Love and Hate (1971)         | 5:38                                  |
| 34.                                   | A Singer Must Die                     | New Skin for the Old Ceremony (1974)  | 3:17                                  |
| 35.                                   | Death of a Ladies' Man                | Death of a Ladies' Man (1977)         | 9:19                                  |
| 36.                                   | The Traitor                           | Recent Songs (1979)                   | 6:14                                  |
| 37.                                   | By the Rivers Dark                    | Ten New Songs (2001)                  | 5:20                                  |
| 38.                                   | The Letters                           | Dear Heather (2004)                   | 4:48                                  |